# Sociedad Anónima (banda)
Este artículo se refiere al grupo de rock. Para la sociedad mercantil, véase Sociedad anónima.
Sociedad Anónima fue un grupo de rock colombiano de los años 80, destacado por el humor negro de sus composiciones.

## Historia
Sociedad Anónima nació a mediados de los 80 por iniciativa de Carlos Posada (miembro fundador de Compañía Ilimitada) quién invitó a su amigo el español Gonzalo de Sagarmínaga a formar un grupo de música rock. Ligados al ámbito de la música subterránea en Bogotá, se dieron a conocer en fiestas privadas y apoyando la formación de otras bandas de la época como Hora Local.
Para 1987 el grupo logró figurar en la prensa por su participación en conciertos masivos, ligados a la programación cada vez mayor de rock en español en la radio y la televisión de su país. Para 1988 grabaron un sencillo editado por Polydor que incluía la canción "La causa nacional", cuya letra satirizaba el fenómeno del narcotráfico en Colombia.
Durante ese período Carlos Posada también compuso la canción "Río Bogotá", en la cual se denunciaba con un tono humorístico el grave problema de contaminación de ese río.
Para 1989, Sociedad Anónima editó un larga duración titulado El álbum de menor venta en la historia del disco, trabajo donde recopilaban las composiciones que habían realizado durante los últimos tres años. El álbum fue promocionado en el circuito de bares de Bogotá y Medellín, en programas especializados en Inglaterra e incluso en una gira por Guatemala, luego de la cual el grupo se disolvió.
En los 90, mientras realizaba música para televisión, Posada reactivó la banda por corto tiempo con participaciones en algunos festivales (incluida la primera edición de Rock al Parque). En 2006, la película El colombian dream revivió el interés por Sociedad Anónima al invitar a actuar a Posada y Sagarmínaga y al incluir en su banda sonora el tema "La causa nacional".

## Integrantes
Carlos Posada (guitarra y voz) y Gonzalo de Sagarmínaga (batería) fueron los fundadores y autores de la mayoría de temas del grupo. Luego del retiro de Sagarmínaga en 1988, a la banda se vincularon el ex-Hora Local Pedro Roda (teclados), Jorge Estrada (bajo) y Francisco Reyes (batería), con quienes se grabó su único larga duración editado.

## Discografía

### Producciones de estudio
- La causa nacional / Un amigo romántico (single). Polydor (1988)
- El álbum de menor venta en la historia del disco. Polydor (1989)

### Videoclips
- La causa nacional (1988)